# Santa Marta de Portuzelo
Pour les articles homonymes, voir Santa Marta (homonymie).
Santa Marta de Portuzelo est une paroisse civile portugaise (en portugais : freguesia) de la municipalité de Viana do Castelo, dans le district de Viana do Castelo.
Lors du recensement de 2021, Santa Marta de Portuzelo compte 3 901 habitants.